# Miss República Dominicana 1970
Miss República Dominicana 1970 fue celebrado el 24 de enero de 1970. Había 28 delegadas en el concurso. La ganadora escogida representará la República Dominicana en el Miss Universo 1970. Virreina fue al Miss Mundo 1970. El resto de la semifinalista fueron a diferente concurso internacionales. Esta sería la primera vez desde 1968 que cada provincia es representada.

## Resultados
| Resultados                          | Candidatas |
| ----------------------------------- | --- |
| Señorita República Dominicana 1970  | Valverde - Sobeida Fernández |
| Señorita Mundo República Dominicana | La Altagracia - Fátima Schéker |
| Primera Finalista                   | Seibo - Mayra Sanz |
| Segunda Finalista                   | Distrito Nacional - Laura Taveraz |
| Tercera Finalista                   | Santiago - Ilda Lembcke |
| Cuadra-finalistas                   | Puerto Plata - María Ramírez La Romana - María Díaz Bahoruco - Nina Hidalgo Monte Cristi - Irís Ynoa Barahona - Reyna Fabían                         |
| Semi-finalistas                     | Salcedo - Katherine Amelo Espaillat - Marité del Río La Estrelleta - Gloria Valenciano Ciudad Santo Domingo - Gloria Arciénega Azua - Velkis Grullón |

### Premios especiales
Mejor Rostro - Mayra Sanz (Seibo)

Miss Fotogenica - Irís Ynoa (Monte Cristi)

Miss Simpatía - Sobeida Fernández (Valverde)

## Candidatas
| Representa             | Candidata                         | Oriunda                    |
| ---------------------- | --------------------------------- | -------------------------- |
| Azua                   | Velkis Mary Grullón Alvarado      | Azua de Compostela         |
| Bahoruco               | Ninalkis Mate Hidalgo Dosamante   | Santo Domingo              |
| Barahona               | Ana Reyna Fabían Cruz             | Santo Domingo              |
| Ciudad Santo Domingo   | Gloria Raquel Arciénega Ruíz      | Santo Domingo              |
| Dajabón                | Mercedes Rosa de la Rosa Cruz     | Santo Domingo              |
| Distrito Nacional      | Ana Laura Taveraz O'Conner        | Santo Domingo              |
| Duarte                 | Soledad Edith García Moreno       | San Francisco de Macorís   |
| Espaillat              | María Teresa del Río Valleres     | Santo Domingo              |
| Independencia          | Fior Magdalena Laughten Ruíz      | Santo Domingo              |
| La Altagracia          | Fátima Magdalena Schéker Ocoa     | Santiago de los Caballeros |
| La Estrelleta          | Gloria María Valenciano Rijo      | San Francisco de Macorís   |
| La Romana              | María Luisa Díaz Tejeda           | Santiago de los Caballeros |
| La Vega                | Carmen Elena Rodríguez Figueroa   | Concepción de La Vega      |
| María Trinidad Sánchez | Rosa Tatiana del Valle Santillán  | Santiago de los Caballeros |
| Monte Cristi           | Irís Magdalena Ynoa de la Cruz    | San Cristóbal              |
| Pedernales             | Agnes Carmen Carmona Juaganes     | Santo Domingo              |
| Peravia                | Carol María Rosado Languasco      | Villa Altagracia           |
| Puerto Plata           | María Alejandrina Ramírez Cruz    | San Felipe de Puerto Plata |
| Salcedo                | Katherine Ynés Amelo Lozano       | Salcedo                    |
| Samaná                 | María Teresa Oviedo Merán         | Santo Domingo              |
| San Cristóbal          | Margarita María Reyes Fantino     | San Cristóbal              |
| San Juan               | María Caridad Rosario Vallenat    | San Pedro de Macorís       |
| San Pedro de Macorís   | María del Carmen Sánchez Sánchez  | San Pedro de Macorís       |
| Sánchez Ramírez        | María Reyna Melo Ruíz             | Santiago de los Caballeros |
| Santiago               | Ilda María Lembcke Sánchez y Díez | Santiago de los Caballeros |
| Santiago Rodríguez     | María Alejandra Sosa Guanavez     | Santiago de los Caballeros |
| Seibo                  | Mayra Ángelica Sanz Marios        | Santa Cruz de El Seibo     |
| Valverde               | Sobeida Alejandra Fernández Reyes | Santa Cruz de Mao          |

## Trivia
- Fátima Schéker iría a Miss Internacional 1971.
- Esta sería la primera vez desde 1968 que cada provincia es representada.

## Lazos externos
1. Sitio Oficial
2. http://www.voy.com/210036/
3. http://www.voy.com/205806/ (enlace roto disponible en Internet Archive; véase el historial, la primera versión y la última).

- Datos: Q6876481